# 宮下駅 (新潟県)
宮下駅（みやしたえき）は、かつて新潟県長岡市小曽根町にあった越後交通栃尾線の駅である。1975年（昭和50年）4月1日、栃尾線の全線廃止により廃駅となった。

## 駅構造
地上駅で、ホーム１面１線の無人駅。列車交換は不可能だった。
1972年３月１５日改正の時刻表によると、当駅には７～８時台の長岡方面行きと、16～19時台および最終の栃尾
行きのみが停車し、他の列車はすべて通過していた。

## 歴史
- 1915年（大正4年）8月29日 - 栃尾鉄道により開業。
- 1956年（昭和31年）11月20日 - 社名変更に伴い栃尾電鉄の駅となる。
- 1960年（昭和35年）10月1日 - 長岡鉄道、中越自動車との3社合併により越後交通の駅となる。
- 1975年（昭和50年）4月1日 - 栃尾線の全線（長岡 - 上見附間）廃止により廃駅となる。

## 駅跡
2007年頃の河川改修により、駅のあった場所は川の中になってしまった。現在そこには「みやしたはし」ができているが、ちょうどその真下に交差するようにホームがあった。浦瀬側に残っていた橋台もその河川改修により消滅した。その橋台から先は、1980年代に行われた区画整理により浦瀬駅跡の約300ｍ手前まで線路跡が完全に消失している。

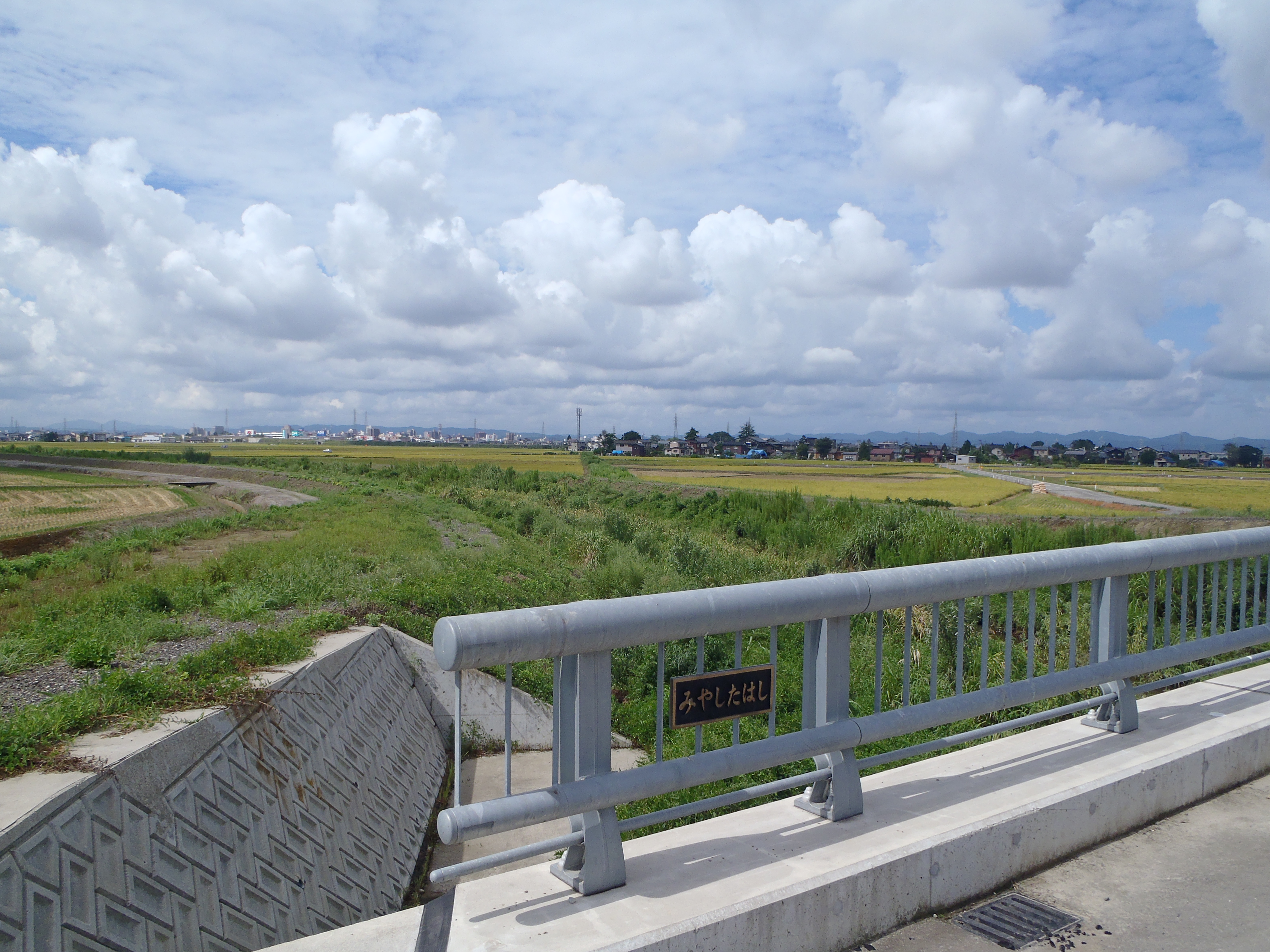
宮下駅の前後の廃線跡は河川改修で川になってしまったが、以前は手前に直線的に延びていた。この橋の真下にホームがあった。（2010年9月9日撮影）

## 駅周辺
2011年現在、周辺には畑が広がっている。
- 延命寺

## 隣の駅
越後交通
栃尾線（廃止）
小曽根駅 - 宮下駅 - 浦瀬駅